# Sarcófago
Sarcófago — бразильская блэк/трэш/дэт-метал группа из Белу-Оризонти. Создана бывшим вокалистом Sepultura Вагнером Ламуньером и Джеральдо Минелли в 1985 году.
Считается, что обложка дебютного альбома группы I.N.R.I. оказала большое влияние на корпспэйнт блэк-металлистов. Эта запись также считается одним из альбомов «первой волны блэк-метала», которые помогли сформировать жанр. Их второй альбом, The Laws of Scourge, считается одним из первых в жанре техничного дэт-метала.
Группа распалась в 2000 году после выпуска EP Crust. Бывшие участники, кроме Вагнера, играли по всей Бразилии в 2006 году под псевдонимом Tributo ao Sarcófago (Tribute to Sarcófago). В 2009 году появились слухи о том, что первоначальный состав, присутствующий в альбоме I.N.R.I., воссоединяется для небольшого тура, но они оказались ложными. В настоящее время готовится переиздание всего их материала — совместная работа Cogumelo Records и американского лейбла Greyhaze.

## История

### Начало (1985—1988)
Sarcófago (с порт. — «Саркофаг») была создана в 1985 году в Белу-Оризонти, Минас-Жерайс, Бразилия. Целью Sarcófago было создать самую агрессивную музыку в истории, за основу был взят финский хардкор-панк и ранние трэш/блэк-метал группы, такие как Bathory, Celtic Frost и Slayer.  Вагнер Ламуньер, который ушёл из Sepultura в марте того же года, был приглашён присоединиться к группе. Хотя Sepultura никогда ничего не записывала с Ламуньером, он написал текст песни «Antichrist» на их EP Bestial Devastation. Sarcófago дебютировали на сплите Warfare Noise I, выпущенном в 1986 (треки «Recrucify», «The Black Vomit» и «Satanas»). Их музыка и тексты песен в то время считались шокирующими, что привлекло к ним значительное внимание. Состав группы на тот момент состоял из «Butcher» (гитара), «Antichrist» (Ламуаньер; вокал), «Incubus» (Джеральдо Минелли; бас-гитара) и «Leprous» (Армандо Сампайо; ударные).
С новым барабанщиком «D.D. Crazy», известным как пионер в мире метала за его широкое использование бласт-битов в этом альбоме, Sarcófago выпустил I.N.R.I. в июле 1987 года. Внешний вид группы на обложке альбома: корпспэйнт, кожаные куртки и патронные ленты — считается первым определённым выражением визуального представления и стиля блэк-метала. Музыка оказала не меньшее влияние, став важной вехой в развитии жанра. Несмотря на ставший легендарным статус пластинки, Ламуньер был недоволен конечными результатами, высказывая жалобы на качество записи и на то, что группа страдает от внутренних раздоров. После выхода I.N.R.I. группа ненадолго распалась. Ламуньер переехал в Уберландию, чтобы изучать экономику в Федеральном университете Уберландии (UFU), а Butcher и его брат D.D. Crazy покинули группу. Последний играл на ударных в дебютном альбоме Sextrash Sexual Carnage в 1989 году.

### Rotting(1989—1990)
Выход альбома Rotting вызвал огромное количество споров из-за своей обложки, на которой была изображена фигура мрачного жнеца, облизывающего лицо мужчины, очень похожего на Иисуса Христа. Она была основана на средневековой картине. Сам художник обложки, Келсон Фрост, отказался нарисовать терновый венец на голове мужчины, который легко идентифицировал бы его как христианского мессию.
Rotting музыкально отличается от сырого, быстрого блэк-метала на I.N.R.I. Сессионный барабанщик «Joker» привнёс в группу влияние кроссовер-трэша; Вагнер также быстро научился играть на гитаре и придумал многие гитарные риффы альбома. Rotting также ознаменовал собой первую смену псевдонимов: основной дуэт группы переименовал себя в «Wagner Antichrist» и «Gerald Incubus». Их внешний вид также претерпел изменения — они отказались от шипов на руках и ногах, потому что они затрудняли игру на концертах. Rotting стал первым релизом Sarcófago, получившим международное распространение, которым занимался в Европе британский лейбл Music for Nations, а в Америке — Maze/Kraze. Лейбл Maze Records выпустил подвергнутую цензуре версию Rotting, затемнив оригинальную обложку и добавив наклейку с надписью «С участием бывшего вокалиста Sepultura», не посоветовавшись с группой. Взбешённые действиями лейбла, Sarcófago подали на них в суд.

### The Laws of Scourge(1991—1993)
В 1991 году вышел альбом The Laws of Scourge, который считается революционным в карьере группы, а также считается одной из первых записей техничного дэт-метала. Новое направление в музыке, на которое повлияли новые члены группы — Фабио Джаско (гитара) и Лусио Оливер (барабаны), вдохновило многие метал-группы, такие как Godflesh, Paradise Lost, Bolt Thrower, Deicide и Morbid Angel.
The Laws of Scourge стал самым продаваемым альбомом Sarcófago и был ответственен за их самый обширный гастрольный график. Их тур также включал их первые международные концерты: они посетили страны Южной Америки, такие как Перу и Чили, а в Европе они давали концерты в Португалии и Испании. В Бразилии их самым важным концертом был разогрев на концерте пионеров кроссовер-трэша Dirty Rotten Imbeciles в Сан-Паулу.

### Hate(1994—1996)
С музыкальной точки зрения, Hate примечателен своим упрощённым, простым подходом и использованием драм-машины, что вызвало некоторые споры. Ламуньер утверждал, что не испытывает никаких угрызений совести по поводу использования этого устройства на том основании, что большинство барабанщиков дэт-метала используют пусковые площадки для записи, что в конечном итоге производит тот же однородный звук, что и у драм-машины.
В конце 1996 года Sarcófago выпустили сборник Decade of Decay, в котором, среди прочего, были представлены демо-версии их ранних песен и редкие фотографии за кулисами. Группа описала диск как «подарок» своим поклонникам.

### The Worst(1997—2000)
Четвёртый и последний альбом Sarcófago, The Worst (1997), показал, что группа замедляется по сравнению с скоростным Hate и стала лучше разбираться в программировании драм-машины. Минелли и Ламуньер рассматривали эту запись как «итог» своей карьеры. В 2000 году вышел EP Crust — лебединая песня Sarcófago. Предполагалось, что это будет анонс грядущего альбома, но основной дуэт группы распался перед началом записи.

### Sarcófago Tribute Tour (2006—2009)
В ознаменование 20-летия сплит-альбома Warfare Noise I Cogumelo Records и Джеральдо Минелли организовали шоу в Белу-Оризонти. Наряду с Минелли, в составе на этом мероприятии был Фабио Джаско (гитара), Manu Joker (ударные) и Juarez «Tibanha» (вокал). Это выступление было записано, и были планы выпустить его на DVD.
В октябре 2007 года Sarcófago вылетели в Сантьяго, Чили, чтобы выступить на фестивале Black Shadows вместе с пионерами дэт-метала Possessed.
В марте 2009 года Вагнер якобы объявил, что Sarcófago воссоединится, и их тур будет включать выступления на фестивалях Wacken Open Air и Hole in the Sky, а также в Лондоне, Нью-Йорке, Лос-Анджелесе и Токио. Он заявил, что это будет первоначальный состав, присутствующий в альбоме I.N.R.I., но это будет единственный тур, в котором они будут участвовать, и нового материала не будет. Пару дней спустя сам Ламуньер написал в музыкальную прессу, разоблачая этот новостной репортаж как мистификацию.

## Лирика
Вдохновлённые Venom и Hellhammer, ранние тексты Sarcófago были откровенно сатанинскими. В этих текстах часто использовались ругательства и грубые, непристойные сценарии, например, богохульный взгляд на непорочное зачатие Девы Марии. Несмотря на все ещё полемическую позицию, к 1989 году позиция группы в отношении христианства была скорее агностической, чем сатанинской. Оригинальный виниловый релиз сопровождался длинным манифестом, написанным Ламуньером, в котором он критиковал отчуждающий эффект, который католицизм оказал на бразильское общество. Группа также поставила под сомнение божественную природу Христа, заявив, что он был обычным человеком, который умер за свои идеи. Их следующий альбом, «The Laws of Scourge», продолжил их новообретённый фокус на более реалистичных темах, а тексты песен, как правило, охватывают такие темы, связанные со смертью, как самоубийство и убийство. У группы снова возникли проблемы с американскими цензорами, поскольку тексты перезаписанной версии «The Black Vomit» были насильственно исключены из буклета компакт-диска, а также весь трек «Prelude to Suicide».

## Дискография

### Студийные альбомы
- 1987 — I.N.R.I.
- 1991 — The Laws of Scourge
- 1994 — Hate
- 1997 — The Worst

### Сборники
- 1996 — Decade of Decay
- 2015 — Die… Hard!

### Демо
- 1986 — Satanic Lust
- 1986 — The Black Vomit
- 1987 — Sepultado
- 1987 — Christ’s Death

### EP
- 1989 — Rotting
- 1992 — Crush, Kill, Destroy
- 2000 — Crust

### Сплиты
- 1986 — Warfare Noise I (с Chakal, Holocausto and Mutilator)

## Состав

### Последний состав
- Вагнер «Antichrist» Ламуньер — вокал, гитара (1985—2000)
- Джеральдо «Gerald Incubus» Минелли — бас-гитара, бэк-вокал (1986—2000)

### Сессионные участники
- Manoel Henriques «Manu Joker» — ударные, бэк-вокал (1989—1991)
- Vanir Jr. — клавишные (1991—1993)
- Eugênio «Dead Zone» — программирование драм-машины, клавишные (1994—2000)

### Бывшие участники
- Армандо «Leprous» Сампайо — ударные (1985—1986)
- Жуниньо «Pussy Fucker» — бас-гитара (1985—1986)
- Zéder «Butcher» — гитара (1985—1987)
- Эдуардо «D.D. Crazy» — ударные (1986—1987)
- Фабио Джаско — гитара (1991—1993)
- Лусио Оливер — ударные (1991—1993)